# Абдулкаримовский сельсовет (Баймакский район)
Абдулкаримовский сельсовет — муниципальное образование в Баймакском районе Республики Башкортостан Российской Федерации.

## История
Образован 20 августа 1930 года. Согласно Закону о границах, статусе и административных центрах муниципальных образований в Республике Башкортостан имеет статус сельского поселения.

## Население
| 2002 | 2009 | 2010 | 2012 | 2013 | 2014 | 2015 |
| ---- | ---- | ---- | ---- | ---- | ---- | ---- |
| 927  | ↘832 | ↘817 | ↘812 | ↘809 | ↘807 | ↘805 |
| 2016 | 2017 |      |      |      |      |      |
| ↘802 | →802 |      |      |      |      |      |

## Состав сельского поселения
| № | Населённый пункт | Тип населённого пункта       | Население |
| - | ---------------- | ---------------------------- | --------- |
| 1 | Абдулкаримово    | село, административный центр | ↘425      |
| 2 | Куватово         | деревня                      | ↘198      |
| 3 | Алгазино         | деревня                      | ↗194      |